# Lykourgos
Lykourgos (jiné názvy: Lykúrgos, Lykurgos, Lykurg, gr. Lykourgos / jiný přepis: Lykúrgos) byl král Sparty zvolen v královské linii Eurypontovců. Vládl od roku 219 před Kr. do roku cca 210 před Kr. Jeho spolukrálem z královského rodu Agiovců byl Agesipolis III. (Vládl 219 - cca 215 před Kr.)
Lykúrgos byl Eforie zvolen králem v neklidných dobách historie Sparty. Jeho předchůdce Eukleidas zemřel v roce 222 před Kr. při obraně Sparty v bitvě u Sellasii, kde Sparťané utrpěli drtivou porážku. Makedonský král Antigonos Dósón a vůdce Acháji spolku Arátos vstoupili jako první dobyvatelé na její půdu a Spartu donutili vstoupit do helénského spolku.
Smrt Antigona Dósóna v roce 221 před Kr. však obnovila naději Sparty na samostatnost a spolu s aitólskym spolkem a Elida napadli makedonského spojence Achajský spolek. Během následující spojenecké války, která trvala od roku 220 do 217 před Kr. v roce 219 před Kr. nově zvolení Eforie ve Spartě zvolili za krále Lykurga v královské linii Eurypontovcov a Agesipola z královské rodiny Agiovcov.
Není známo proč byl Eforie Lykúrgos vybrán za panovníka místo další členy rodiny Eurypontovcov. V této rodině Eudamidov syn Archidamos zanechal dva syny, které mu porodila Hippomedontova dcera a tento Hippomedón, syn Agésilaa, vnuk Eudamida, ežte žil. Byly zde i další členové této rozvětvené rodiny, ale byli ponecháni stranou. Proto podle antických historiků Lykúrgos neměl nárok na korunu. Titus Livius píše, že podplatil Eforie, když každému z nich zaplatil jeden talent a brzy byl prohlášen za potomka Hérakla a tím se stal i jeho právoplatným dědicem trůnu.
V roce 217 před Kr. makedonský král Filip V. ve válce zvítězil. Messen připojil k řeckým spolku, Elidel si podrobil as Aitóliou uzavřel mír. Důvodem rychlého ukončení války byla snaha Filipa posílit severní hranice s Ilýrii a rozšířit makedonský vliv na její území. Sparta si tím zachovala samostatnost.
Lykúrgos si ve Spartě v tomto období upevnil moc a kolem roku 215 před Kr. po nejasných událostech sesadil svého mladého spolukráľa Agesipola a ujal se samostatné vlády. Podle historiků vládl tvrdě a zařadil se mezi tyrany na spartský trůnu posledního období dějin monarchie ve Spartě. Následníkem Lykurga se stal kolem roku 210 před Kr. jeho syn Pelops.